# Syndiclis fooningensis
Syndiclis fooningensis är en lagerväxtart som beskrevs av Hsi Wen Li. Syndiclis fooningensis ingår i släktet Syndiclis och familjen lagerväxter. Inga underarter finns listade i Catalogue of Life.